# Hy Averback
Hy Averback, all'anagrafe Hyman Jack Averback (Minneapolis, 21 ottobre 1920 – Los Angeles, 14 ottobre 1997), è stato un regista e attore statunitense.

## Biografia
Dopo aver intrapreso la carriera come attore all'inizio degli anni cinquanta, passò alla regia televisiva e diresse alcune delle serie di maggior successo di quegli anni, come The Real McCoys (1957-1960).
Alla fine degli anni sessanta fu autore anche di alcune pellicole per il grande schermo, come Lo strangolatore di Baltimora (1966), con Patrick O'Neal nel ruolo di un serial killer, e la commedia Lasciami baciare la farfalla (1968), affresco dedicato all'epoca hippie in cui un serio avvocato (interpretato da Peter Sellers) viene travolto dalla vitalità di una "figlia dei fiori" che gli invade la casa con un gruppo di spregiudicati amici. Diresse inoltre Doris Day nella commedia Che cosa hai fatto quando siamo rimasti al buio? (1968), e Tony Curtis in Supponiamo che dichiarino la guerra e nessuno ci vada (1970), una satira sull'ambiente militare.

## Filmografia parziale

### Cinema
- Il re del jazz (The Benny Goodman Story), regia di Valentine Davies (1955)
- Quattro ragazze in gamba (Four Girls in Town), regia di Jack Sher (1957)
- Lo strangolatore di Baltimora (Chamber of Horros) (1966)
- Che cosa hai fatto quando siamo rimasti al buio? (Where Were You When the Lights Went Out?) (1968)
- Lasciami baciare la farfalla (I Love You, Alice B. Toklas!) (1968)
- Quel fantastico assalto alla banca (The Great Bank Robbery) (1969)
- Supponiamo che dichiarino la guerra e nessuno ci vada (Suppose They Gave a War and Nobody Came) (1970)
- Dove stanno i ragazzi (Where the Boys Are) (1984)

### Televisione
- The Real McCoys - serie TV, 102 episodi (1957-1960)
- La famiglia Potter (The Tom Ewell Show) - serie TV, 25 episodi (1960-1961)
- Ensign O'Toole - serie TV, 10 episodi (1962-1963)
- M*A*S*H - serie TV, 20 episodi (1972-1982)
- Signornò (At Ease) - serie TV, 6 episodi (1983)
- I magnifici sei (The Four Seasons) - serie TV, 7 episodi (1984)